# Grallistrix auceps
Grallistrix auceps – gatunek wymarłego ptaka z rodziny puszczykowatych (Strigidae), który w prehistorycznych czasach występował na wyspie Kauaʻi w archipelagu Wysp Hawajskich. Został on opisany na podstawie sfosylizowanych szczątków. Sowa ta charakteryzowała się wyjątkowo krótkimi skrzydłami i długimi nogami. Grallistrix auceps wyginęła najprawdopodobniej wkrótce po przybyciu na wyspy Polinezyjczyków, którzy sprowadzili ze sobą świnie i szczury polinezyjskie (Rattus exulans).

## Charakterystyka
Grallistrix auceps była stosunkowo smukłą sową o długich nogach i pazurach. Posiadała krótkie skrzydła, które umożliwiały jej zwinny lot pomiędzy drzewami. Wielkością zbliżona była do puszczyka zwyczajnego (Strix aluco) i była drugą w kolejności największą z rodzaju Grallistrix po Grallistrix geleches występującej na wyspie Molokaʻi. Posiadała ponadto drobną czaszkę w porównaniu z innymi sowami.

## Tryb życia
W przeciwieństwie do większości innych sów, Grallistrix auceps był najprawdopodobniej ptakiem dziennym, co wywołane było brakiem ssaków lądowych, których aktywność przypada na okres zmierzchu lub nocy. Drobne ptaki śpiewające występujące na wyspie Kauaʻi, spośród których część gatunków również wymarła, stanowiły główny pokarm Grallistrix auceps. Morfologia budowy tych sów wskazuje, że łapały one inne ptaki w locie. Gatunek ten gniazdował prawdopodobnie na ziemi, co sprawiło, że był szczególnie wrażliwy na niszczenie ich gniazd przez wprowadzone przez pierwszych ludzi inwazyjne gatunki ssaków.

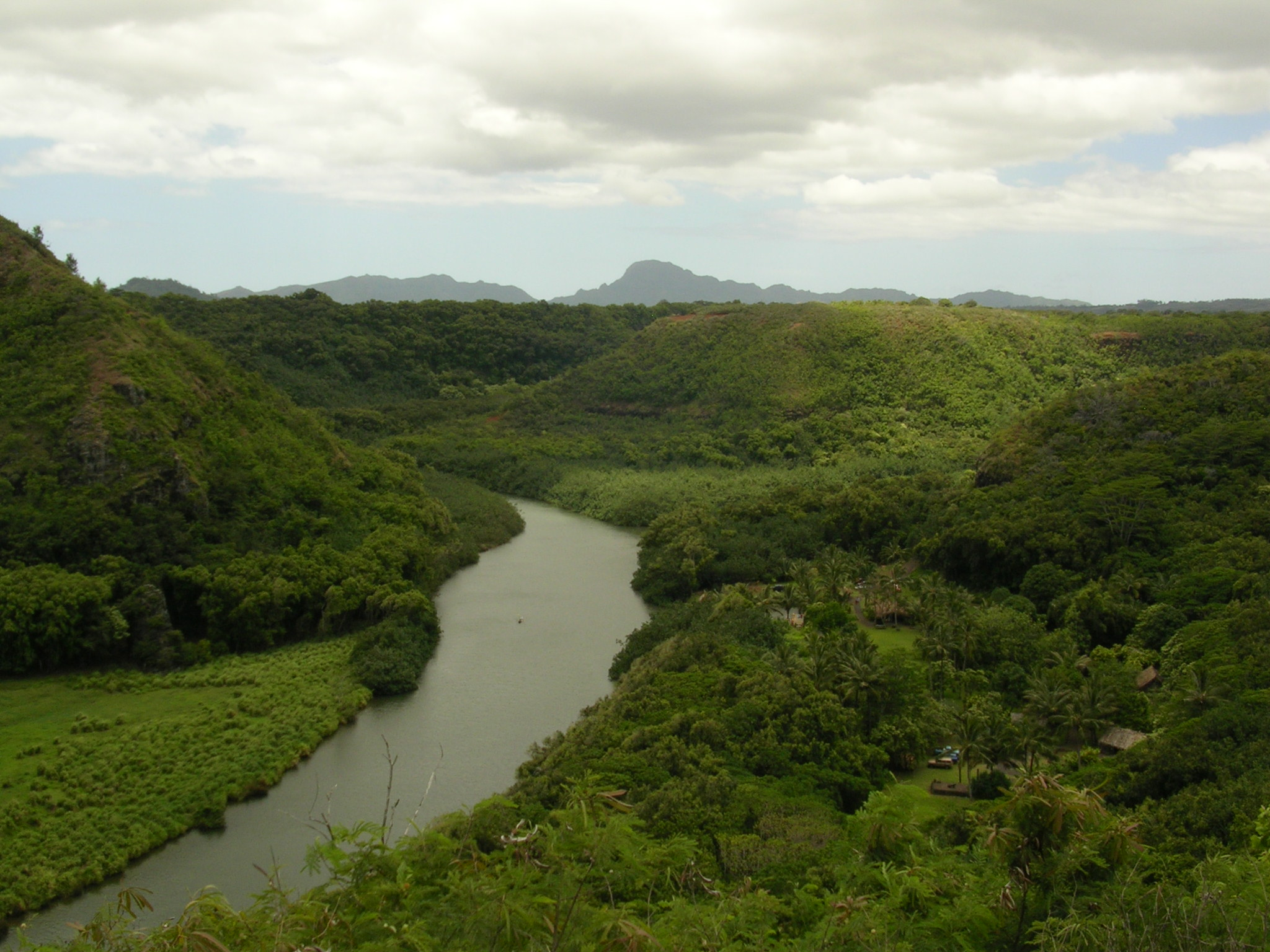
Gęste lasy Kauaʻi były prawdopodobnie miejscem bytowania Grallistrix auceps

## Rozprzestrzenienie
Obszar występowania Grallistrix auceps ograniczony był jedynie do terenów najbardziej oddalonej wyspy archipelagu Wysp Hawajskich, tj., Kauaʻi.

## Systematyka
Pomimo że Grallistrix auceps wielkością ciała zbliżony był do gatunku Grallistrix geleches występującego na wyspie Molokaʻi, ich wspólne pokrewieństwo jest mało prawdopodobne ze względu na izolację geograficzną. Nie wykluczone więc, że najbliższym pod względem genetycznym przedstawicielem był Grallistrix orion z wyspy Oʻahu.